# Бронхи
Бронхи «дыхательное горло, трахея» — ветви дыхательного горла у высших позвоночных (амниот) (в том числе человека). Бронхи составляют воздухоносные пути, в них не идёт газообмен (так называемое анатомическое мёртвое пространство около 150 мл). Их функция заключается в проведении воздушного потока в респираторные отделы (лёгкое), его согревании, увлажнении и очищении.

## Введение
Дыхательное горло, или трахея, у большинства животных делится на два главных бронха. Лишь у гаттерии продольная борозда в заднем отделе дыхательного горла намечает парные бронхи, не имеющие обособленных полостей. У остальных пресмыкающихся, а также у птиц и млекопитающих бронхи хорошо развиты и продолжаются внутри лёгких.
У пресмыкающихся от главных бронхов отходят бронхи второго порядка, которые могут делиться на бронхи третьего, четвёртого порядка и т. д.; особенно сложно деление бронхов у черепах и крокодилов.
У птиц бронхи второго порядка соединяются между собой парабронхами — каналами, от которых по радиусам ответвляются так называемые бронхиоли, ветвящиеся и переходящие в сеть воздушных капилляров. Бронхиоли и воздушные капилляры каждого парабронха сливаются с соответствующими образованиями других парабронхов, образуя, таким образом, систему сквозных воздушных путей. Как главные бронхи, так и некоторые боковые бронхи на концах расширяются в так называемые воздушные мешки. У большинства птиц первые кольца бронхов участвуют в образовании нижней гортани.

## Бронхиальное дерево
У млекопитающих от каждого главного бронха отходят вторичные бронхи, которые делятся на всё более мелкие ветви, образуя так называемое бронхиальное дерево. Самые мелкие ветви переходят в респираторные бронхиолы. Респираторные бронхиолы имеют 4 порядка деления, по мере которого в их стенке появляются и альвеолы. По мере разветвления в стенке респираторных бронхиол увеличивается количество альвеол, так, респираторные бронхиолы третьего порядка представляют собой альвеолярные ходы, которые дихотомически делятся на альвеолярные мешочки. Разветвления респираторных бронхиол первого порядка называются ацинусами лёгкого, которые являются респираторными отделами лёгкого. Помимо обычных вторичных бронхов, у млекопитающих различают предартериальные вторичные бронхи, отходящие от главных бронхов перед тем местом, где через них перекидываются лёгочные артерии. Чаще имеется только один правый предартериальный бронх, который у большинства парнокопытных отходит непосредственно от трахеи. Фиброзные стенки крупных бронхов содержат хрящевые полукольца, соединённые сзади поперечными пучками гладких мышц. Слизистая оболочка бронхов покрыта мерцательным эпителием. В мелких бронхах хрящевые полукольца заменены отдельными хрящевыми зёрнами. В бронхиолах хрящей нет, и кольцеобразные пучки гладких мышц лежат сплошным слоем.

## Человек
У человека деление трахеи на два главных бронха bronchus principales происходит на уровне четвёртого — пятого грудных позвонков. Правый главный бронх толще, короче, более вертикальный, чем левый.
Главные бронхи многократно разветвляются, образуя бронхиальное дерево arbor bronchiale, которое насчитывает около 23 порядков ветвления. Вначале бронхи делятся согласно макроскопической структуре лёгких на долевые и сегментарные. Правое лёгкое имеет 3 доли, левое 2. Каждое лёгкое имеет по 10 сегментов. Начиная с ветвей сегментарных бронхов (субсегментарные бронхи), появляется тенденция к дихотомическому делению, то есть каждый бронх разветвляется надвое. Заканчивается бронхиальное дерево терминальными бронхиолами. Терминальные бронхиолы разветвляются на респираторные бронхиолы, с которых начинаются респираторные отделы лёгких (ацинусы).
Бронхиальное дерево включает в себя:
- долевые бронхи (топографически разделяются на вне- и внутрилёгочные части),
- сегментарные бронхи,
- междольковые бронхи,
- дольковые (долька лёгкого — lobulus pulmonis (BNA)),
- внутридольковые бронхи (несколько порядков ветвления)
- терминальные бронхиолы.

Стенка бронхов состоит из нескольких слоёв: изнутри бронхи выстланы слизистой оболочкой (внутренней), состоящей из эпителия, собственной и мышечной пластинок; подслизистой основы; фиброзно-хрящевой оболочки и адвентиции (наружная). Эпителий однослойный многорядный призматический мерцательный с бокаловидными клетками. Собственная пластинка слизистой и подслизистая основа образованы соединительной тканью и содержат секреторные отделы слизистых желез. Фиброзно-хрящевая оболочка представлена хрящевыми кольцами, соединёнными соединительной тканью (по мере разветвления и уменьшения калибра бронхов, кольца размыкаются, сменяются на островки, далее зерна хряща, и, наконец, в бронхах мелкого калибра исчезают совсем). Адвентиция образована соединительной тканью. По мере разветвления бронхов наблюдается уменьшение калибра бронхов, размыкание и уменьшение размеров хрящевых колец, утолщение мышечной пластинки, уменьшение высоты эпителия бронхов. По ходу разветвлений бронхов расположены многочисленные лимфатические узлы, принимающие лимфу из тканей лёгкого, лимфатические образования (а именно лимфатические фолликулы) присутствуют также и в стенке самих бронхов, особенно в местах разветвления. Кровоснабжение бронхов осуществляется бронхиальными артериями, отходящими от дуги и грудной части аорты, иннервация — ветвями блуждающих, симпатических и спинномозговых нервов.